# Stanisław Weiss

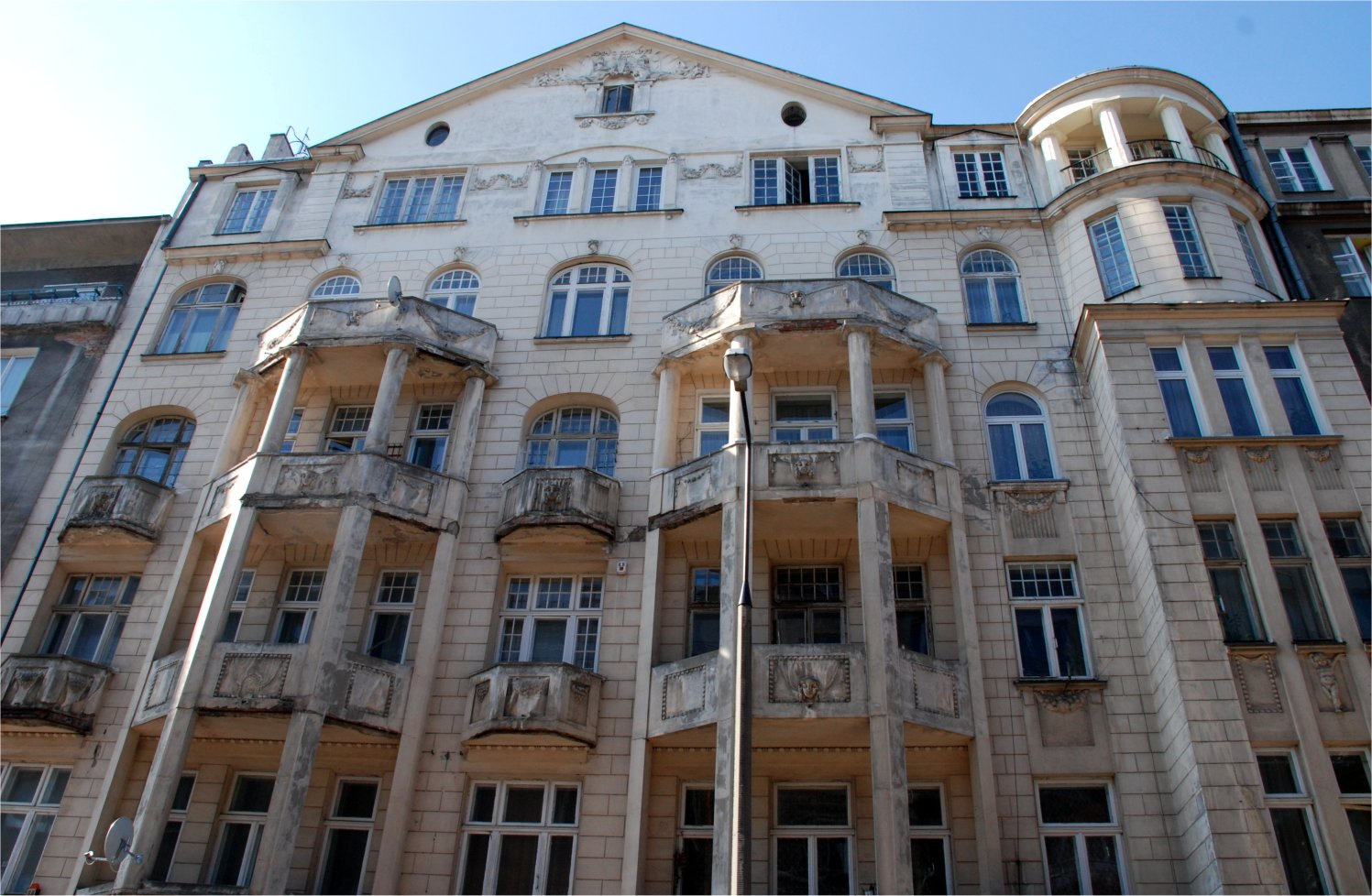
Kamienica przy ul. Lwowskiej 3 w Warszawie

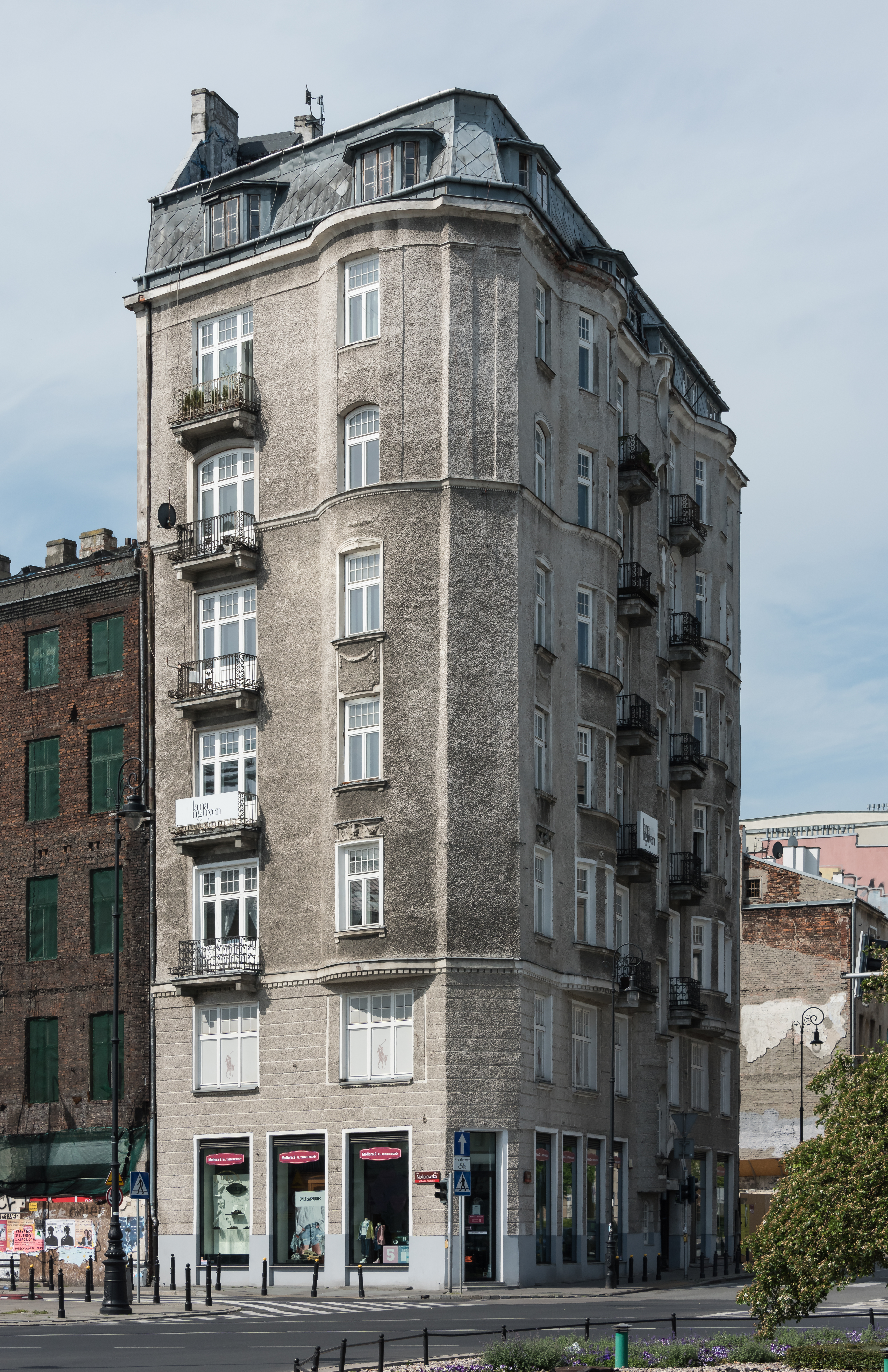
Kamienica przy ul. Hożej 1 w Warszawie

Stanisław Weiss (ur. w 1871 w Warszawie, zm. 16 maja 1917 w Kocborowie) – polski architekt i budowniczy.

## Życiorys
Studiował w Odessie, gdzie poznał Henryka Stifelmana. Obaj byli studentami Mikołaja Tołwińskiego i u niego rozpoczęli praktykę budowniczą. Gdy Tołwiński rozpoczął pracę na Warszawskim Instytucie Politechnicznym im. Cesarza Mikołaja II, obaj przyjechali za nim do Warszawy, gdzie w roku 1897 utworzyli spółkę (Henryk Stifelman i Stanisław Weiss), działającą do śmierci Weissa w 1917 roku.
Należał do Towarzystwa Opieki nad Zabytkami Przeszłości, niemal od samego początku jego istnienia, będąc jednocześnie przez dłuższy okres sekretarzem Koła Architektów w Warszawie.
Zmarł w Kocborowie, dokąd trafił jako jeniec wzięty do niewoli w forcie Pomiechówek.

## Wybrane dzieła spółki Henryk Stifelman i Stanisław Weiss  w Warszawie
- ul. Marszałkowskiej 21, 27, 31, 81A;
- ul. Nowogrodzkiej 18;
- ul. Złotej 45;
- ul. Hożej 1-3;
- ul. Sienkiewicza 2;
- ul. Siennej 32 i 41;
- ul. Miodowej 3;
- ul. Bagatela 13/15;
- ul. Franciszkańskiej 6;
- ul. Wilczej 29;
- ul. Polnej 68;
- ul. Lwowskiej 3;
- ul. Leszno 48;
- ul. Jagiellońskiej 28 (Gmach Wychowawczy Warszawskiej Gminy Starozakonnych)[1]

Architekci zaprojektowali także dom Kasy Oszczędności w Rzeszowie.